# 89.0 RTL

Logo jusqu'au 26 juin 2023

89.0 RTL est une station de radio privée allemande basée à Halle-sur-Saale qui appartient au groupe RTL. Elle partage ses studios avec Radio Brocken et s'adresse à un public légèrement plus jeune que cette dernière. Avec son slogan « Les meilleurs tubes d'aujourd'hui », la radio veut toucher les 14-39 ans. Le programme dans sa forme actuelle a été lancé le 24 août 2003.

## Fréquences et distribution
La zone de diffusion sur la fréquence FM 89,0 MHz depuis l'émetteur de Brocken (Harz) est considérée comme l'une des plus vastes d'Allemagne sur le plan technique. Les programmes qui y sont diffusés peuvent être reçus non seulement en Saxe-Anhalt, mais aussi dans de grandes parties de la Basse-Saxe, de la Thuringe et du Brandebourg ainsi que par beau temps à Brême et à Hambourg, et dans de plus petites parties de la Rhénanie du Nord-Westphalie et de la Hesse.
Contrairement à Radio Brocken, dont les programmes sont toujours clairement centrés sur la Saxe-Anhalt, 89.0 RTL s'adresse à une zone plus large qui n'est pas clairement définie, de sorte qu'on parle parfois du « secteur RTL ». Des villes telles que Wolfsburg, Hanovre, Braunschweig, Göttingen, Kassel, Erfurt et Bad Hersfeld sont incluses dans les bulletins d'information de trafic et des radars, bien qu'officiellement la radio n'a qu'une licence de diffusion pour la Saxe-Anhalt.

## Histoire

### Des années 1950 aux années 1990
La fréquence était déjà utilisée par Radio DDR 1 et Radio Aktuell à l'époque de la RDA.
Après la réunification et dans le cadre de l'autorisation des programmes de radio privés en Saxe-Anhalt, la fréquence a été attribuée dans les années 1990 à la société AH Antenne Hörfunk-Sender GmbH & Co. KG, qui a diffusé pendant des années le programme Radio Brocken qu'elle produisait pour la Saxe-Anhalt.

### 2001-2003: Projet 89.0 Numérique
Après que les Landesmedienanstalten, les autorités régionales de régulation des médias en Allemagne, aient voulu promouvoir la norme de radiodiffusion numérique DAB dans les années 2000, l'éditeur a eu l'opportunité de lancer une deuxième station, Project 89.0 digital, au format numérique. Le DAB étant pratiquement inexistant à cette époque, il était également autorisé à diffuser ses programmes sur la fréquence FM 89,0 MHz. Par conséquent, Radio Brocken a perdu sa fréquence la plus importante, mais les fréquences de remplissage étaient et sont encore largement suffisantes pour couvrir la zone de diffusion en Saxe-Anhalt. Project 89.0 digital a diffusé de 2001 à 2003 une émission rock et alternative qui a rapidement trouvé un public fidèle, mais qui n'a pas connu un grand succès commercial.

### Depuis 2003: 89.0 RTL
En août 2003, le groupe RTL est devenu l'actionnaire majoritaire de la société éditrice AH Antenne Hörfunk-Sender GmbH & Co. KG, devenue Funkhaus Halle GmbH & Co. KG en 2011. Par conséquent, un changement de stratégie a été opéré et la station Projekt 89.0 renommée 89.0 RTL le 24 août 2003. Par la même occasion, le format musical a été modifié, donnant ainsi l'impression d'un programme radiophonique entièrement nouveau. La matinale a est reprise par l'animatrice Dörti-Dani. L'ancien animateur de cette même émission Sascha Polzin a repris la case de l'après-midi.
Le 6 décembre 2018, 89.0 RTL a reçu le Prix des médias de Basse-Saxe dans la catégorie dialogue pour son Social-Media-Show (émission sur les réseaux sociaux) avec l'animateur de la matinale de 89.0 RTL BigNick et l'influenceur Justin Prince. En 2016, l'émission Die-Hans-Blomberg-Show a reçu le prix de la radio allemande.
En plus de la fréquence FM, le programme est diffusé sur le DAB et en direct sur Internet, avec DAB+ diffusé sur le canal 11C en Saxe-Anhalt, sur le canal 12B en Thuringe, sur le canal 12C à Hambourg et depuis la mi-mars 2023 également sur le canal 12A en Saxe.  

## Audience
| Année | Au total |
| ----- | -------- |
| 2020  | 128 000  |
| 2019  | 129 000  |
| 2014  | 170 000  |
| 2013  | 216 000  |
| 2012  | 200 000  |

## Critique
Le blog "Fair-Radio.net" rapportait en février 2014 que 89.0 RTL n'a diffusé que des informations enregistrées pendant plusieurs jours en février lors du "Radio-Primetime" entre 6h et 9h. Cela se reconnaissait au fait que les enregistrements des nouvelles réalisés par Fair Radio étaient "identiques jusqu'au moindre son" toutes les heures. En termes de contenu également, les programmes "Aktuell" étaient à jour la veille au soir. Cela n'a pas été signalé dans le programme, mais selon "Fair-Radio", le programme a suggéré qu'il s'agissait vraiment d'actualités.
L'article du blog est accessible en ligne.